# EE VFFLB
As locomotivas diesel-elétrica EE VFFLB da Viação Férrea Federal Leste Brasileiro (VFFLB) foram às primeiras utilizadas em uma ferrovia brasileira, compradas em 1938 junto à companhia inglesa English Electric. Não fizeram parte de um amplo programa de dieselização, sendo que somente em 1943/44 foram adquiridas outras locomotivas, desta vez oito unidades diesel-mecânica da Davenport do EUA.
Foram entregues em novembro de 1938, sendo montadas nas oficinas da Calçada (Salvador) e colocadas em tráfego a partir de janeiro (nº601 e 602) e fevereiro (nº600) de 1939. 
Equipamentos diesel e elétricos fornecidos pela EE e partes mecânicas construídas pelo Robert Stephenson and Hawthorns Ltd. Possuía um motor diesel de 8 válvulas do tipo 8K aspirado, e apresentaram satisfatório serviço, aliado a um baixo custo de manutenção. 
Um dos possíveis motivos para a adoção da tração diesel-elétrica pela VFFLB foram os problemas relacionados à qualidade (poder calorífico) e a quantidade de madeira disponível para a queima como combustível para as locomotivas a vapor, sendo necessários um consumo de 20 metros cúbicos para cada 100 km.
Foram sucateadas a partir dos anos 60, não existindo mais nenhum exemplar, sendo substituídas por locomotivas elétricas da IRFA nos trechos eletrificados, entre Salvador e Alagoinhas e Mapele e Conceição da Feira, todos na Bahia, e no restante dos trechos pelas locomotivas diesel-elétricas GE U8B e U10B.